# تیم ملی والیبال زنان پاپوآ گینه نو
تیم ملی والیبال زنان پاپوآ گینه نو (انگلیسی: Papua New Guinea women's national volleyball team) تیم ملی والیبال مختص زنان اهل پاپوآ گینه نو است که به عنوان نماینده پاپوآ گینه نو در رقابت‌های رسمی و دوستانه با حریفان به رقابت می‌پردازند.